# Malmö község
Malmö község (svédül: Malmö kommun) Svédország 290 községének egyike. A község jelenlegi formáját 1971-ben nyerte el.

## Települései
A községben 8 település (Tätort) található. A települések és népességük:
| Település        | Népesség | Megjegyzés         |
| ---------------- | -------- | ------------------ |
| Malmö            | 258 020  | a község székhelye |
| Oxie             | 9225     |                    |
| Bunkeflostrand   | 6874     |                    |
| Tygelsjö         | 1862     |                    |
| Kristineberg     | 1076     |                    |
| Södra Klagshamn  | 975      |                    |
| Vintrie          | 338      |                    |
| Västra Klagstorp | 266      |                    |

## Külső hivatkozások
- Hivatalos honlap (svéd, angol)